# كمال بيك
كمال‌ بيك هي قرية في مقاطعة أصفهان، إيران. يقدر عدد سكانها بـ 186 نسمة بحسب إحصاء 2016.